# Alain Pilot
Alain Pilot est journaliste musical depuis 1994, animateur de radio auparavant, né le 12 juin 1962, à Douala, au Cameroun.

## Débuts au Pays basque et à Paris
Alors qu’il souhaite embrasser une carrière de vétérinaire, il arrête ses études en 1ère D. En 1980, il commence son parcours radiophonique sur Radio Adour Navarre (Bayonne) comme technicien et animateur d'une émission dénommée Pour le meilleur et pour le pire avec ou sans votre contentement puis Live diffusée le lundi soir avec pour partenaire Philippe Pontneau (musicien et compositeur fondateur de Shangri-La Dream), remplacé au bout d'une année par Xavier Lorente-Darracq alias Lord X (1981) puis Xavier Abeberry (1982).
Dès ses débuts, Alain Pilot avait des talents d'intervieweur et son tableau de chasse mêlait grandes pointures de la chanson française ou internationale, en tournée dans un triangle Bordeaux-Toulouse-Donostia/San Sebastián, et groupes locaux. Il apprend la technique du montage à l’IUT de Journalisme de Bordeaux III.
IL passe ensuite animateur à Radio-Bayonne (1982-1986) puis à Radio-France Pays basque et Radio-France Pau-Pays Béarn ("Scanner d'été", 1986).
Enfin, il rejoindra Paris en décembre 1986 en animant pendant plusieurs années une tranche horaire quotidienne de Radio Tour Eiffel (95.2) où sévit notamment comme chroniqueur, Frédéric Beigbeder.

## RFI
Le 1er avril 1991, Alain Pilot réintègre le service public radiophonique sur Radio France Internationale (RFI).
Il anime d'abord "Rythmes en Stock" pendant deux ans puis "Génération".  Il présente ensuite " Mélodies Express" du lundi au vendredi, un journal de la musique, et " Mélodies dimanche", un portrait d'artiste d'une heure.
En 2000, il inaugure son émission La Bande Passante dont le titre a été trouvé par Jean-François Acker, le directeur des magazines de RFI.
L'émission est faite d'entrevues, de reportages, de sessions acoustiques, de directs des festivals les plus importants du genre, de correspondances depuis le continent africain, mais aussi de la francophonie (Belgique, Suisse, Québec).
La marque de fabrique de La Bande Passante sont les enregistrements en public à Paris. Les concerts ont lieu au Triptyque, à la Bellevilloise, à la Scène Bastille, à la Maroquinerie, à l'Opus Café ou à la Flèche d'or.
Diffusée en quotidienne jusqu'en 2008, Alain Pilot arrête La Bande Passante quand il devient directeur du site rfimusique.com.
En 2010, il reprend son émission les samedis de 15h10 à 17 h (heures françaises) avec un générique composé par Nicolas Repac.
De 2010 jusqu'au 2 août 2013, l'émission est réalisée par Nicolas Spiga. Puis vient le tour de Nicolas Benita, de Sandrine Straram et enfin de Laurent Salerno avec Pierre Vallée à la programmation. Selon la présentation de leur page créée en octobre 2010 sur un réseau social bien connu, " la chanson francophone est à l’honneur, mais sans exclusivité ". 
Le 13 mai 2013, l'émission redevient quotidienne diffusée de 19h10 à 20h (heure de Paris).
L'émission en quotidienne s'arrête, à la demande de la direction des magazines, le 21 mars 2018. Pour sa dernière séance, il accueille à l'antenne Yves Duteil, Kent, Féfé, Carmen Maria Vega, Bonbon Vodou, Lisa Portelli, Daphné, Amadou & Mariam, Hugh Coltman et Charlélie Couture qui font chacun une chanson en direct. 
Alain Pilot va ensuite présenter "les portraits de la Bande Passante" en podcast natif, la vie, l'œuvre d'artistes en feuilletons de 5 épisodes de 30 minutes, réalisés par Cécile Bonici. Ils portraitisent ainsi : Youssou'Dour, Salif Keïta, Jane Birkin, Manu Dibango et Kassav'. 
Alain Pilot apparaît également sur RFI les mercredi et vendredi à 15h53 pour des chroniques musicales où il s'entretient avec des artistes en devenir qui font l'actualité, dans "Vous m'en direz des nouvelles" de Jean-François Cadet. 
Le 31 décembre 2021, il quitte RFI, après trente ans d'antenne depuis Paris, mais aussi en direct des quatre coins de la planète.
Depuis ses débuts, il a rencontré des artistes tels que : Céline Dion, Jean-Jacques Goldman, Eddy Mitchell, Jacques Dutronc, Françoise Hardy, Arno avec qui il se rend à Beyrouth, tout comme Les Têtes Raides ou Yann Tiersen et A Filetta. Il reçoit aussi, entre autres, MC Solaar, le Suprême NTM, Youssou N'Dour avec qui il ira à Dakar, Salif Keïta, Manu Dibango, Screamin' Jay Hawkins, The Sparks, Supertramp, Simple Minds, The Waterboys, Charles Aznavour, Charles Trénet, Charlotte Gainsbourg, Zazie, Pascal Obispo, Francis Cabrel, Les Innocents, Robert Charlebois…

### Enregistrements des concerts de laBande Passante

#### Saison 2004-2005
- Lundi 14 juin 2005 : Anaïs, Bertrand Burgalat, Déportivo,
- Vincent Delerm, Yves Duteil, Kent et Calogero (parrains), Manu Dibango, Bernard Lavilliers, Brigitte Fontaine, Mano Solo, Keren Ann, Daniel Darc, Tryo, Rachid Taha, Renaud…

## France Bleu Pays Basque
Le 3 janvier 2022, il retrouve ses premières amours en rejoignant de nouveau l'équipe de France Bleu Pays Basque à Bayonne.
Il présente une rubrique quotidienne musicale de 5 à 7 minutes, à 16 h 35 et en podcast : "la Note Bleu", une émission où il reçoit les artistes locaux et nationaux qui se produisent en concert dans la région. L'émission devient par la suite hebdomadaire.

## Chroniques télévisées
En 1984, en marge du développement du visiophone à Biarritz, une télévision locale, Biarritz Télé Câble (BTC) est créée . Il participe à BTC en faisant des reportages sur des groupes de musique locaux.
De 1996 à 1999, il présente aussi une rubrique hebdomadaire sur les musiques du monde dans l'émission quotidienne l'Heure de Partir de Martine Chardon (Antenne 2, Aujourd'hui Madame...) sur la chaîne de télévision Voyage. Jean-Luc Petitrenaud, Périco Légasse sont également chroniqueurs dans cette émission.
En 1998, sur France 2, Alain Pilot propose un top 5 européen, le Top Five, dans l'émission Union Libre du samedi soir animée par Christine Bravo avec parmi les autres chroniqueurs : Nikos Aliagas et Monsieur Le Tallec alias Guy Carlier. Le directeur artistique de l'émission est Yohan Perez.